# Davíð Oddsson
Davíð Oddsson (wym. [ˈtaːviθ ˈɔtsɔn]; ur. 17 stycznia 1948 w Reykjavíku) – islandzki polityk i prawnik, parlamentarzysta, burmistrz Reykjavíku (1982–1991), premier Islandii w latach 1991–2004, minister spraw zagranicznych od 2004 do 2005, w latach 1991–1995 lider Partii Niepodległości.

## Życiorys
Urodził się jako syn lekarza i sekretarki. Ukończył studia prawnicze na Uniwersytecie Islandzkim. Pracował w stołecznym teatrze, redakcji gazety „Morgunblaðið” i bibliotece. W 1976 uzyskał prawnicze uprawnienia zawodowe, zatrudniony następnie w towarzystwie ubezpieczeniowy, pełnił w nim m.in. funkcję dyrektora. Jednocześnie od lat 70. angażował się w działalność polityczną w ramach Partii Niepodległości. Był radnym Reykjavíku, a w 1982 objął stanowisko burmistrza, które zajmował do 1991.
W 1991 zastąpił Þorsteinna Pálssona na funkcji przewodniczącego Partii Niepodległości. Ugrupowaniem tym kierował do 2005, gdy na jego czele stanął Geir Haarde. Od 1991 do 2005 sprawował jednocześnie mandat posła do Althingu. W kwietniu 1991, po wyborczym zwycięstwie jego partii, objął stanowisko premiera w ramach koalicji z socjaldemokratami. Kolejne rządy tworzył po wyborach w 1995, 1999 i 2003, każdorazowo w ramach sojuszu z Partią Postępu.
We wrześniu 2004 nowym premierem został przywódca koalicjantów Halldór Ásgrímsson. Davíð Oddsson w jego gabinecie został ministrem spraw zagranicznych. Odszedł z tej funkcji we wrześniu 2005 w związku z powołaniem na prezesa banku centralnego. Został usunięty z tego stanowiska w lutym 2009 po przegłosowaniu przez parlament zmian w prawie w okresie kryzysu finansowego. W tym samym roku były premier objął funkcję współredaktora naczelnego dziennika „Morgunblaðið”.
W 2016 wystartował w wyborach prezydenckich, zajmując w nich 4. miejsce z wynikiem około 13,7% głosów.

## Odznaczenia
- Krzyż Wielki Orderu Sokoła Islandzkiego (1991)[5]
- Krzyż Kawalerski Orderu Sokoła Islandzkiego (1986)[5]
- Order za Wybitne Zasługi (Słowenia, 2006)[6]